# 何志欽
何志欽（1952年6月16日—2016年11月8日），臺灣的經濟學者、民進黨籍政治人物，生於臺北市，籍貫廣東省興寧市，曾任國立臺北大學校長、財政部長、國立成功大學副校長、國立成功大學社會科學學院院長、國立臺灣大學經濟系主任、美國聯邦政府首席經濟學家等職，出身於深藍的司法世家，祖父何蔚是中華民國第一屆司法院大法官、父親何任清曾任臺灣最高法院庭長，也與前總統陳水扁是大一時同學。
擔任國立臺北大學校長期間，他以熱誠、決心與經驗，與全體師生共同努力，將臺北大學打造成一個可以增進知識、拓展視野與追求夢想的大學校園與智慧殿堂。其最欣賞曾國藩格言「一生常欲有功於世，凡事但求無愧於心」而他畢生也是一切盡力而為，事事坦然面對，處理好自己的人生後關懷別人，放心的去面對人生、學習人生、關懷社會、奉獻社會。

## 生平
1988年—1990年，美國聯邦司法部國家量刑總署資深經濟學家。1990年—1998年，美國聯邦財政部國稅總局資深經濟學家。1998年—2003年，美國聯邦財政部國稅總局首席經濟學家。
2003年—2006年，國立臺灣大學經濟學系教授。2004年—2006年，國立臺灣大學經濟學系主任。2006年—2008年，財政部部長。2009年，國立成功大學社會科學院院長。2011年，國立成功大學副校長。
2015年6月5日，經由國立臺北大學校長遴選委員會公告選定為新任校長。
2016年11月8日，因病辭世於台大醫院，享年64歲。

## 發現腎臟腫瘤，摘除左腎
2007年過年前，檢查發現腎臟腫瘤；2月24日在台大醫院動手術摘除左腎。

## 立委闖民宅，何請辭下台
2008年總統大選期間，3月12日，立法委員費鴻泰等人於立法院質詢時，質疑第一金控出租給謝長廷競選總部的所在大樓，出租部分是一至三樓，但是頂樓有違法使用的可能性。當日下午費鴻泰、陳、羅明才和羅淑蕾等四位立委，強迫財政部長何志欽、第一金控總經理黃獻全等人前往謝總部會勘。惟四位中央民意代表並無司法權限，此舉引發立委私闖民宅，影響社會觀感，一度使馬蕭配民調支持度下滑。3月13日，何志欽以當日立委的強迫行動有損政務官風骨；為維護政務官尊嚴，何請辭財政部長獲准。

## 外部連結
- 何志欽部長簡介

| 中華民國政府職務 | 中華民國政府職務                                  | 中華民國政府職務                   |
| ---------------- | ------------------------------------------------- | ---------------------------------- |
| 行政院           |                                                   |                                    |
| 前任： 呂桔誠    | 財政部部長 第二十七任 2006年7月4日－2008年3月13日 | 繼任： 李瑞倉（代理） 正任：李述德 |
| 教育職務         |                                                   |                                    |
| 台北大學         |                                                   |                                    |
| 前任： 薛富井    | 台北大學校長 第四任 2015年8月1日－2016年11月8日   | 繼任： 林道通（代理） 正任：李承嘉 |